# Гетто в Добромыслях (Лиозненский район)
Гетто в Добромы́слях (лето 1941 — март 1942) — еврейское гетто, место принудительного переселения евреев деревни Добромысли Лиозненского района Витебской области и близлежащих населённых пунктов в процессе преследования и уничтожения евреев во время оккупации территории Белоруссии войсками нацистской Германии в период Второй мировой войны.

## Оккупация Добромыслей и создание гетто
Деревня Добромысли была захвачена немецкими войсками в июле 1941 года, и оккупация продлилась до 11 октября 1943 года.
Реализуя нацистскую программу уничтожения евреев, немцы создавали гетто почти во всех городах и населённых пунктах Беларуси, где проживало еврейское население. Так и в Добромыслях оккупанты согнали всех евреев в гетто. Среди узников оказалось много евреев из Ленинграда, Минска, Москвы, Витебска и других городов, потому что летом 1941 года по причине явно ощущаемой политической напряженности многие советские граждане не решились уезжать далеко на южные курорты.

## Уничтожение гетто
Всех евреев местечка убили, чудом спаслась только одна женщина. Убивали полицаи — местные жители, вчерашние соседи жертв.

Убивали почти одни полицаи, без немцев — долго, весело и с выдумкой. Мейшке, то ли как комсомольскому секретарю, то ли как отличнику, то ли просто так, отрезали всё и закопали по шею в землю — так и умер. Вспомним… Рохеле с годовалым ребёнком, Эстер, Шмула и всех, кто был в Добромыслях со всеми малышами.— 
Во время «акции» (таким эвфемизмом нацисты называли организованные ими массовые убийства) в марте 1942 года в Добромыслях были убиты последние 34 еврея.
В отчете Лиозненского райисполкома от 5 марта 1944 года сказано: «Гитлеровцы уничтожили всех мирных советских граждан еврейской национальности в городском поселке Лиозно, местечках Колышки и Добромысли».

## Память
Недалеко от оврага, где в 1941—1942 годах были расстреляны немцами и полицаями евреи местечек Лиозно, Добромысли и Колышки, возле дороги Добромысли — Лиозно, в 1952 году была установлена мемориальная стела с надписью про расстрелянных «советских людей». Попытки добавить надпись на идише, выбить шестиконечную звезду или менору пресекались как «происки сионизма».
Нынешний памятник жертвам геноцида евреев в Добромыслях был установлен в 2001 году благодаря усилиям местного учителя — историка и краеведа Михаила Богомолова.